# 11:11 (album Grzegorza Turnaua)
11:11 – dziewiąty solowy, studyjny, a dziesiąty w ogóle (nie licząc płyty z 2000 roku pt. „Kawałek Cienia” wydanej w ramach projektu „Złota kolekcja”) album polskiego wykonawcy poezji śpiewanej Grzegorza Turnaua, wydany w 2005 roku przez Pomaton EMI. Nagranie przeprowadzono między czerwcem 2004 a październikiem 2005 roku w Studio „Nieustraszeni Łowcy Dźwięków” w Krakowie i w Filharmonii Pomorskiej w Bydgoszczy.
Album uzyskał status złotej płyty.
Na płycie znalazło się piętnaście piosenek, do czternastu z nich muzykę napisał Grzegorz Turnau (dwie we współudziale Michała Jurkiewicza). Utwór „Czas błękitu” otwierający album skomponował Jan Kanty Pawluśkiewicz. Autorem tekstów do utworów: „Kino Bałtyk” oraz tytułowego „11:11” jest sam Turnau. Najwięcej, bo aż pięć, piosenek powstało do tekstów Leszka Aleksandra Moczulskiego.
Dwie piosenki: „Kino Bałtyk” oraz „Zobacz” Turnau wykonuje w duecie z Dorotą Miśkiewicz (jej głos pojawia się również w chórkach w trzech innych utworach). Jedną piosenkę wykonuje solo Anna Maria Jopek (z towarzyszeniem Turnaua jako głosu wspomagającego).
Płyta została opatrzona następującym komentarzem Turnaua tłumaczącym tytuł albumu: „11:11 to moja ulubiona godzina. Pamiętam chwilę, kiedy zobaczyłem ją na moim pierwszym cyfrowym, otrzymanym od ojca zegarku. Niedawno dowiedziałem się o istnieniu osób, które przypisują tej godzinie właściwości magiczne. Ci, którzy zwracają na nią szczególną uwagę, obarczeni mają być misją kumulowania światła na naszej planecie. Po angielsku nazywają się lightworkers”
Trzy piosenki na płycie poświęcone są miastu Inowrocławowi: „Bossa Nova Solannowa”, „In Novo Wladislaw” (sł. Michał Rusinek) oraz „Kino Bałtyk” (sł. Grzegorz Turnau). Drugi komentarz artysty na płycie odnosi się do tychże inspiracji:

Inowrocław – „Novus Wladislaw”, „Juniwladislavia” – miasto na soli.
Osiem wieków tradycji. W uzdrowisku jest park solankowy.
I tężnie. Nocami płacze tam Solanna.
W tle – jęki wagonów na górce rozrządowej jednego z największych w Polsce węzłów kolejowych. I magia miejscowych kin. Sceneria mojego dzieciństwa.
Dziadek palił „silesie”...
Inowrocławska orkiestra „Pro Arte” – sentyment i niespodzianka.
Dzięki Michałowi Nesterowiczowi poznałem ten świetny zespół.
I tym chętniej wróciłem do Inowrocławia.
Kraków i Inowrocław – rysunek miast. Hejnały. Kwiaty. Zegary. Czułość.

## Lista utworów
| 1.  | „Czas błękitu”                                                            | 5:02  |
|     | - Jan Kanty Pawluśkiewicz – muzyka - Leszek Aleksander Moczulski – słowa  |       |
| 2.  | „Rysunek miast”                                                           | 4:34  |
|     | - Leszek Aleksander Moczulski – słowa                                     |       |
| 3.  | „Lot nasz podniebny”                                                      | 4:27  |
|     | - Leszek Aleksander Moczulski – słowa                                     |       |
| 4.  | „Czas na rozstaju dróg”                                                   | 2:55  |
|     | - Leszek Aleksander Moczulski – słowa                                     |       |
| 5.  | „Mój ojciec”                                                              | 4:19  |
|     | - Grzegorz Turnau i Michał Jurkiewicz – muzyka - Zbigniew Herbert – słowa |       |
| 6.  | „Bossa nova solannowa”                                                    | 4:25  |
|     | - Michał Rusinek – słowa - utwór wykonuje Anna Maria Jopek                |       |
| 7.  | „In Novo Wladislaw”                                                       | 4:17  |
|     | - Michał Rusinek – słowa                                                  |       |
| 8.  | „Kino „Bałtyk””                                                           | 4:14  |
|     | - Grzegorz Turnau – słowa - w duecie z Dorotą Miśkiewicz                  |       |
| 9.  | „Kwiaty”                                                                  | 3:01  |
|     | - Zbigniew Herbert – słowa                                                |       |
| 10. | „Melankolija”                                                             | 4:19  |
|     | - Leszek Aleksander Moczulski – słowa                                     |       |
| 11. | „11:11”                                                                   | 2:42  |
|     | - Grzegorz Turnau – słowa                                                 |       |
| 12. | „Zobacz”                                                                  | 3:08  |
|     | - Zbigniew Herbert – słowa - w duecie z Dorotą Miśkiewicz                 |       |
| 13. | „Czułość”                                                                 | 4:23  |
|     | - Grzegorz Turnau i Michał Jurkiewicz – muzyka - Zbigniew Herbert – słowa |       |
| 14. | „Hey, now – hejnał!”                                                      | 3:40  |
|     | - Michał Rusinek – słowa                                                  |       |
| 15. | „Nie idźmy spać”                                                          | 1:55  |
|     | - Julia Hartwig – słowa                                                   |       |
|     |                                                                           | 57:21 |
|     |                                                                           |       |

## Wykonawcy
- Grzegorz Turnau – aranżacje, śpiew, fortepian Yamaha GT, Rhodes piano, klucze do gazrurek, denko (od czegoś)
- Anna Maria Jopek – śpiew (6)
- Dorota Miśkiewicz – śpiew (3, 8, 10, 12, 14)
- Maciej Aleksandrowicz – sampling, instrumenty klawiszowe
- Maryna Barfuss – flet
- Sławomir Berny – perkusja, instrumenty perkusyjne
- Michał „Marcinek” Jurkiewicz – akordeon, altówka, instrumenty klawiszowe
- Jacek Królik – gitary
- Robert Kubiszyn – gitara basowa, kontrabas
- Robert Majewski – trąbka, fluegelhorn
- Marek Napiórkowski – gitara akustyczna (6, 8)
- Mariusz Pędziałek – obój, rożek angielski
- Leszek Szczerba – saksofony (sopranowy, tenorowy, barytonowy), klarnet, flet

Inowrocławska Orkiestra „Pro Arte”:
- Michał Nesterowicz – dyrygent
- Skrzypce:
  - Jacek Kaczor – koncertmistrz
  - Jarosław Pawłowski
  - Katarzyna Cąbrowska
  - Dorota Gajek-Czerw
  - Magdalena Koronka
  - Dariusz Groblewski
  - Dawid Kwiatkowski
  - Anita Sobków
  - Regina Damska
- Altówki:
  - Wojciech Kołaczyk
  - Zbigniew Szczęch
  - Bartłomiej Olejnik
- Wiolonczele:
  - Maciej Kamrowski
  - Jan Białkowski
  - Małgorzata Mróz

Zespół smyczkowy pod kierownictwem Michała Jurkiewicza:
- Paweł Futyma – skrzypce
- Mateusz Jędrysek – skrzypce
- Aleksandra Honcel – skrzypce
- Monika Bieda – wiolonczela
- Michał Świstak – wiolonczela
- Michał Jurkiewicz – altówka

Realizacja nagrania: Dariusz Grela; projekt graficzny książeczki płytowej wykonali: Krzyś Koszewski i Tonia Turnau

## Sprzedaż
| Oficjalna Lista Sprzedaży OLiS |    |    |    |    |    |    |    |    |    |    |
| Tydzień                        | 01 | 02 | 03 | 04 | 05 | 06 | 07 | 08 | 09 | 10 |
| Pozycja                        | 13 | 4  | 10 | 16 | 14 | 14 | 19 | 22 | 23 | 43 |